# Duel Between Two Historical Characters
Duel Between Two Historical Characters è un cortometraggio, andato perduto, del 1895 diretto da Alfred Clark.